# Ingvild Snildal
Ingvild Snildal (Noruega, 25 de agosto de 1988) es una nadadora noruega especializada en pruebas de estilo mariposa corta distancia, donde consiguió ser medallista de bronce mundial en 2009 en los 50 metros.

## Carrera deportiva
En el Campeonato Mundial de Natación de 2009 celebrado en Roma ganó la medalla de bronce en los 50 metros estilo mariposa, con un tiempo de 25.58 segundos, tras la australiana Marieke Guehrer (oro con 25.48 segundos) y la china Yafei Zhou (plata).